# José Luis Cea
José Luis Cea Egaña (n. Santiago de Chile, 27 de junio de 1940) es un abogado chileno y profesor de derecho. Exministro del Tribunal Constitucional de Chile y exdecano de la facultad de derecho de la Universidad San Sebastián.

## Biografía
Nació en Santiago de Chile un 27 de junio de 1940 dentro de una familia de la alta sociedad chilena, hijo del expresidente del Banco de Chile Carlos Cea y hermano del reconocido profesor y biólogo marino Alfredo Cea Egaña.
Estudió Derecho en la Pontificia Universidad Católica de Chile. Obtuvo los grados de máster en Derecho y Ciencia Política y, en 1977 el grado de Doctor en Derecho por la Universidad de Wisconsin.
Fue profesor de Derecho Político y de Derecho Constitucional en la PUC. En 1990 fue designado para integrar la Comisión Nacional de Verdad y Reconciliación que elaboró el informe Rettig, documento histórico en que el Estado chileno reconoce las violaciones a los derechos humanos entre 1973 y 1990. En 1993 y 1994 fue abogado integrante de la Corte de Apelaciones de Santiago. Desde 2002 hasta el año 2010 fue Ministro del Tribunal Constitucional de Chile. En agosto del mismo año asumió como decano de la facultad de derecho de la Universidad San Sebastián hasta el año 2011. Ejerce desde 1994 como Decano de la Academia de Ciencias Policiales de Carabineros.

## Publicaciones

### Libros
- Derecho Constitucional Chileno. Ediciones Universidad Católica de Chile, Santiago, 2004
- Teoría Política y Constitucional. Editorial Jurídica de Chile, Santiago, 1979
- Teoria del Gobierno. Ediciones Universidad Católica de Chile, Santiago, 2000

### Artículos
- Derecho natural y nuevo constitucionalismo. Humanitas: Revista de antropología y cultura cristiana, Año 13, N.º 50, 2008, pags. 313-323
- Integración del Senado y Método Electoral, Ius et Praxis, Vol. 8, N.º. 1, 2002, pags. 511-517 (Ver texto)
- Los Tratados de Derechos Humanos y la Constitución Política de la República. Ius et Praxis, Vol. 2, N.º. 2, 1997, pags. 81-92 (Ver texto)